# Maldición del encendedor blanco

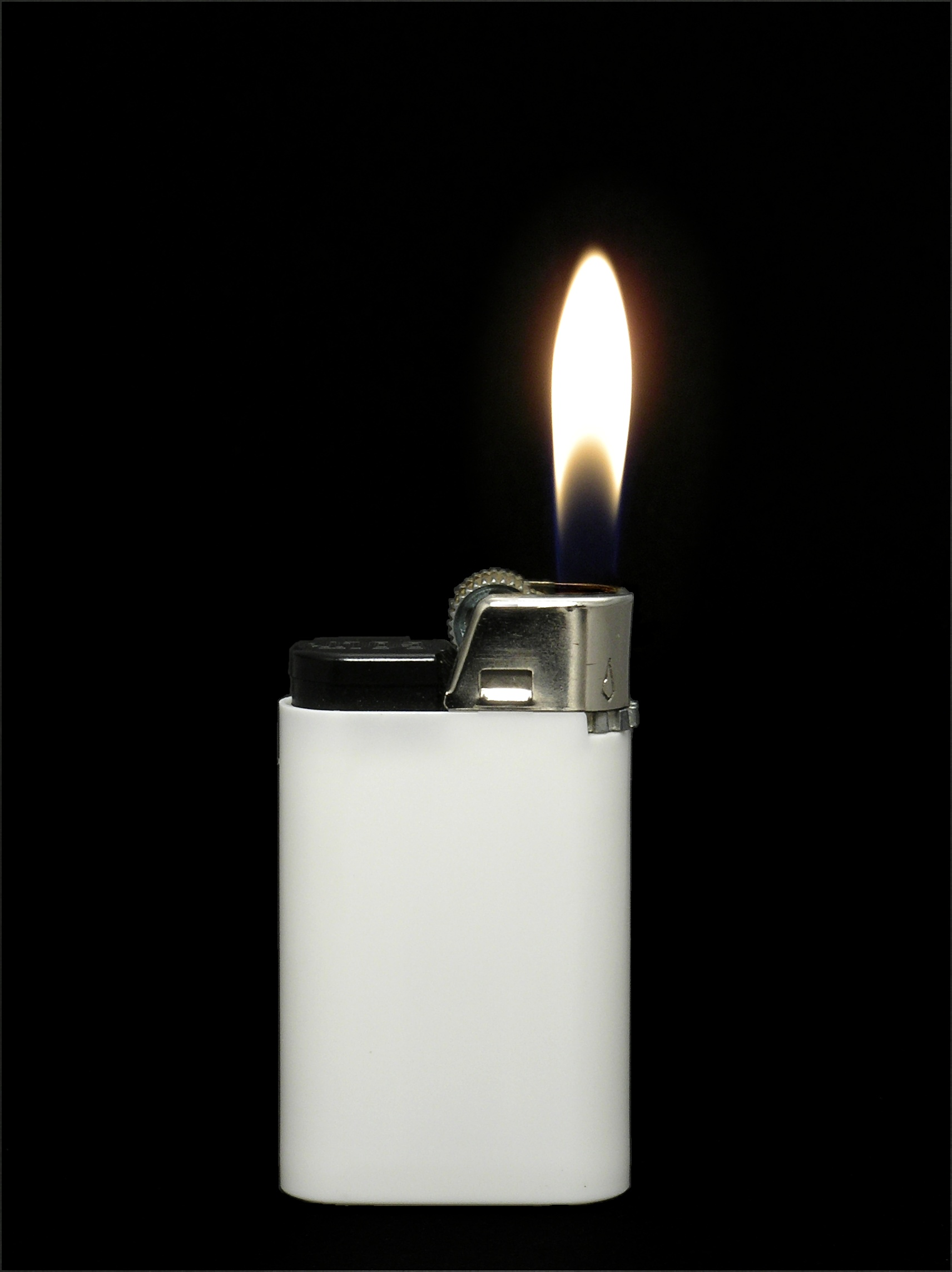
Un encendedor blanco, que se supone lleva la mala suerte y, según la leyenda urbana, pudo haber causado las muertes de varios miembros del club de los 27.

La maldición del encendedor blanco (también conocida como "el mito del encendedor blanco") es una leyenda urbana que está relacionada con el club de los 27. El mito afirma que varios músicos que murieron a los 27 años estaban en posesión de un encendedor blanco en el momento de sus muertes. Esto llevó a que los encendedores blancos se asociaran con la mala suerte. El mito está basado principalmente en las muertes de Jimi Hendrix, Janis Joplin, Jim Morrison y Kurt Cobain. El mito se ha integrado a la cultura del cannabis.
En 2017, Snopes publicó un artículo que refutó la teoría, en el que se explicó que la empresa Bic no inició la fabricación de los encendedores descartables hasta varios años después de las muertes de miembros del «club de los 27», entre los que estaban Hendrix, Joplin y Morrison, y que además no estaban ampliamente disponibles en ese entonces encendedores desechables fabricados por otras compañías.